# Tisia Valles
Le Tisia Valles sono una struttura geologica della superficie di Marte.